# Табуларий
Табуларий (лат. tabularium) — государственный архив в Древнем Риме, в котором хранились народные постановления и другие государственные акты (лат. tabulae publicae).
Первоначально в Риме не существовало государственного архива, tabulae выставлялись на форуме или на Капитолии. По мере увеличения количества tabulae, были организованы разные табуларии: senatusconsulta и plebiscita хранились в храме Цереры в долине между Палатином и Авентином вблизи Circus Maximus, финансовые акты — на Капитолийском холме в храме Сатурна, foedera — на Капитолии — в особом табуларии. В 83 г до н. э., во время междоусобных войн Суллы, Капитолий был повреждён пожаром, уничтожившим ту часть храма Сатурна, в котором находился табуларий. В 78 до н. э. рядом с храмом Сатурна Квинт Лутаций Катул Капитолин построил общий государственный архив (лат. tabularium или aerarium Saturni), остатки которого сохранились до наших дней. Фасад здания представлял ордерную аркаду, состоявшую из двух ярусов.

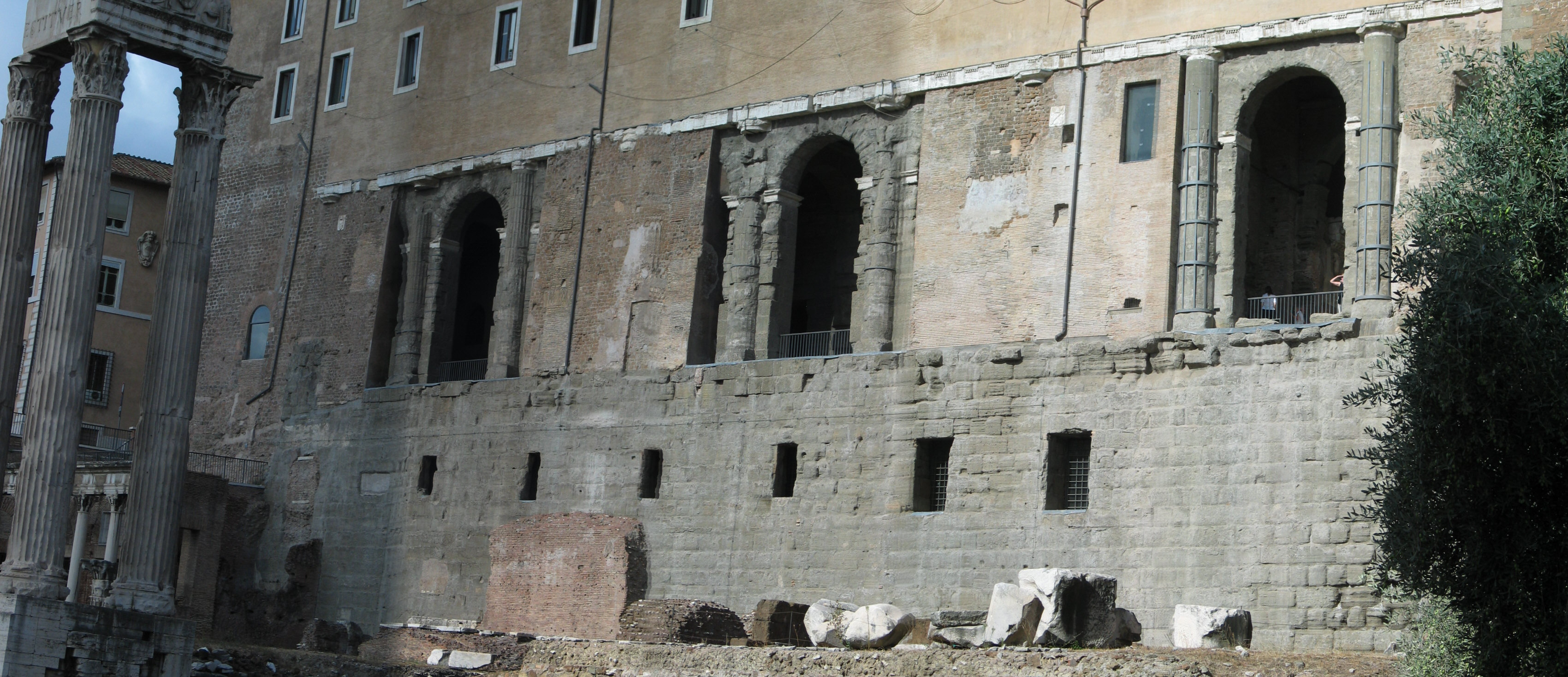
Табуларий (цокольная часть восточного фасада Дворца сенаторов)

Здание табулария — самое раннее из дошедших до наших дней сооружений, в котором была применена система "римской архитектурой ячейки", сочетавшей в себе два конструктивных принципа — балочной (архитравной) и арочной конструкций. Именно эта конструктивная находка в дальнейшем стала отличительной чертой древнеримской архитектуры. Часть арок позднее была заложена кирпичом. С постройкой Дворца сенаторов на площади Капитолия в 1573—1605 годах древнеримский табуларий оказался включённым в новое здание, ставшее частью Капитолийского музея. Через застеклённые аркады табулария восточного фасада Дворца сенаторов открывается впечатляющий вид на Римский форум.
Кроме этого архива, в Риме существовали особые архивы как в отдельных городах Италии (муниципальные архивы), так и в главных городах каждой провинции (провинциальные архивы), а также особые архивы для различных светских и духовных корпораций, например для авгуров, жрецов и т. д. Императоры имели особый tabularium Caesaris.